# Eusiroides dellavallei
Eusiroides dellavallei is een vlokreeftensoort uit de familie van de Pontogeneiidae. De wetenschappelijke naam van de soort is voor het eerst geldig gepubliceerd in 1899 door Chevreux.